# Ватински Йоган
Ватински Йоган или Ватински Еган (на руски: Ватинский Ëган) е река в Русия, Западен Сибир, Ханти-Мансийски автономен окръг, Тюменска област, десен приток на река Об.
Дължината ѝ е 593 km, което ѝ отрежда 135-о място по дължина сред реките на Русия.
Река Ватински Йоган води началото си от южния склон на ниското възвишение Агански Увал, на 98 m н.в., в Ханти-Мансийския автономен окръг на Тюменска област. По цялото си протежение реката тече през Западносибирската равнина в югозападна и западна посока. Руслото на Ватински Йоган изобилства със стотици меандри, изоставени старици, малки езера и блата, а течението е бавно. Разстоянието по права линия от извора до устието на реката е едва 100 km, а действителната ѝ дължина е 593 km. Влива се отдясно в река Об при нейния 1600 km, на 22 m н.в., на 11 южно от град Лангепас, Ханти-Мансийски автономен окръг.
Водосборният басейн на Ватински Йоган обхваща много малка площ – едва 3190 km2, което представлява 0,11% от водосборния басейн на река Об. Във водосборния басейн на реката попадат части на Ханти-Мансийския автономен окръг.
Границите на водосборния басейн на реката са следните:
- на север – водосборния басейн на река Тромъйоган, десен приток на Об;
- на югоизток – водосборния басейн на река Вах, десен приток на Об.

Река Ватински Йоган получава 4 притока с дължина над 20 km, като най-голям от тях е река Киртип Ях (ляв приток, 87 km).
Около течението на реката и в неговия водосборен басейн са разположени огромни находища на нефт и газ.